# Diocesi di Lesina
La diocesi di Lesina (in latino Dioecesis Pharensis) è una sede della Chiesa cattolica in Croazia suffraganea dell'arcidiocesi di Spalato-Macarsca. Nel 2021 contava 21.941 battezzati su 24.283 abitanti. È retta dal vescovo Ranko Vidović.
Il patrono della città e diocesi di Lesina è santo Stefano I, papa.
Dal 1889 ai vescovi di Lesina è concesso di portare il titolo di "vescovi di Brazza e di Lissa" (Brazensis et Lissensis).

## Territorio
La diocesi comprende l'isola omonima e le isole di Brazza e Lissa.
Sede vescovile è la città di Lesina, dove si trova la cattedrale di Santo Stefano.
Il territorio è suddiviso in 46 parrocchie.

## Storia
La diocesi di Lesina fu eretta probabilmente nel 1145. Originariamente era suffraganea dell'arcidiocesi di Zara, ma già nel 1180 in seguito ai dissidi tra i vescovi di Lesina e gli arcivescovi di Zara, divenne suffraganea di Spalato in seguito ad un arbitrato condotto dal legato pontificio Teobaldo. Originariamente la diocesi si estendeva sulle isole di Lesina, Brazza, Lissa, Curzola, Meleda e altre minori ed era anche chiamata diocesi delle Isole (dioecesis Insularum) oppure con il nome delle isole maggiori, diocesi di Lesina e Brazza.
Agli inizi del XIV secolo cedette una porzione del suo territorio a vantaggio dell'erezione della diocesi di Curzola.
Nel 1654 il vescovo Vincenzo Milani istituì il seminario diocesano.
Il 30 giugno 1828 la bolla Locum beati Petri di papa Leone XII assegnò Lesina come suffraganea dell'arcidiocesi di Zara. La bolla entrerà in vigore nel 1830.
Il 14 gennaio 1889 furono concessi ai vescovi i titoli di Brazza e di Lissa.
Il 27 luglio 1969 è stata ristabilita la provincia ecclesiastica di Spalato-Macarsca, di cui Lesina è divenuta suffraganea.

## Cronotassi dei vescovi
Si omettono i periodi di sede vacante non superiori ai 2 anni o non storicamente accertati.
- Martin I Manzavini † (1145 - 1175)
- Lukar Čiklin † (1175 - 1177)
- Martin I Manzavini † (1177 - 1184 deceduto) (per la seconda volta)
- Nikola I Manzavini † (1184 - 1198 nominato arcivescovo di Zara)
- Miha (Mihovil) Picijev † (1198 - 1228 deceduto)
- Nikola II † (1230 - 1260 deceduto)
- Dobronja † (1260 - 1280)
- Šimun † (1281 - 1289 deceduto)
- Dujam I † (1289 - 1304 deceduto)
- Gabrijel † (1308 - 1312 deceduto)
- Gregorio De Madiis † (1313 - 1323 deceduto)
- Stjepan I † (1323 - 1326)
- Luka † (1326 - 1337)
- Ivan † (1341 - 1348 deceduto)
- Stjepan Ciga † (3 ottobre 1348 - 1384)
- Benvenuto † (1385 - 1412 deceduto)
- Juraj, O.F.M. † (21 ottobre 1412 - 15 gennaio 1420 nominato vescovo di Scardona)
  - Pietro † (15 gennaio 1420 - 14 marzo 1421 dimesso) (amministratore apostolico)
- Dujam Hranković † (14 marzo 1421 - 1422)
- Juraj, O.F.M. † (1423 - 1428 deceduto) (per la seconda volta)
- Tommaso Tomassini, O.P. † (23 dicembre 1429 - 1463 deceduto)
- Nicolò delle Croci † (10 febbraio 1463 - circa 1473 deceduto)
- Lorenzo Micheli † (26 novembre 1473 - 1486 deceduto)
- Gerolamo Dieda † (1º settembre 1486 - 1492 deceduto)
- Bernardino de Fabiis † (11 aprile 1492 - 1510 deceduto)
- Frane Pritić, O.F.M. † (18 novembre 1510 - 1523 deceduto)
  - Giovanni Battista Pallavicini † (8 settembre 1523 - 13 agosto 1524 deceduto) (amministratore apostolico)
- Zaccaria Trevisani † (2 settembre 1524 - 1537 dimesso)
- Gerolamo Argentini † (24 agosto 1537 - 7 marzo 1549 deceduto)
- Marco Malipiero † (26 luglio 1549 - 1553 deceduto)
- Zaccaria Dolfin † (5 marzo 1553 - 22 marzo 1574 dimesso)
- Martino de Martini, S.I. † (22 marzo 1574 - 28 gennaio 1581 nominato vescovo di San Severo)
- Pietro Cedolini † (20 febbraio 1581 - dicembre 1633 deceduto)
- Nicola Zorzi † (12 febbraio 1635 - 1644 deceduto)
- Vincenzo Milani † (19 dicembre 1644 - 1666 deceduto)
- Giovanni de Andreis † (16 marzo 1667 - 27 aprile 1676 nominato vescovo di Traù)
- Gerolamo Priuli, C.R.S. † (22 giugno 1676 - marzo 1693 deceduto)
- Giovanni Tommaso Rovetta, O.P. † (8 giugno 1693 - 1º aprile 1704 dimesso)
- Raimondo Asperti, O.P. † (28 aprile 1704 - novembre 1722 deceduto)
- Domenico Nicola Condulmer † (12 maggio 1723 - 13 febbraio 1736 nominato vescovo di Belluno)
- Cesare Bonajuti † (27 febbraio 1736 - 21 marzo 1759 deceduto)
- Antun Becić † (13 luglio 1759 - 1º ottobre 1761 deceduto)
- Gioacchino Maria Pontalti, O.Carm. † (27 novembre 1761 - 13 aprile 1767 dimesso[2])
- Pietro Riboli † (10 luglio 1767 - 30 dicembre 1783 deceduto)
- Giovanni Domenico Straticò, O.P. † (20 settembre 1784 - 24 novembre 1799 deceduto)
- Angelo Pietro Galli † (23 febbraio 1801 - 26 gennaio 1812 deceduto)
  - Sede vacante (1812-1822)
- Giovanni Scacoz † (27 settembre 1822 - 3 aprile 1837 deceduto)
- Filippo Domenico Bordini † (21 febbraio 1839 - 25 luglio 1865 deceduto)
- Juraj Duboković † (25 giugno 1866 - 21 marzo 1874 deceduto)
  - Sede vacante (1874-1876)
- Andrija Ilić † (7 aprile 1876 - 1888 deceduto)
- Fulgencjie Czarev, O.F.M. † (1º giugno 1888 - 9 luglio 1901 deceduto)
- Jordan Zaninović, O.P. † (10 febbraio 1903 - 2 ottobre 1917 deceduto)
- Luca Pappafava † (14 settembre 1918 - 19 luglio 1925 deceduto)
- Miho Pušić † (21 giugno 1926 - 6 giugno 1970 ritirato[3])
- Celestin Bezmalinović, O.P. † (6 giugno 1970 succeduto - 30 marzo 1989 ritirato)
- Slobodan Štambuk † (30 marzo 1989 - 9 marzo 2018 ritirato)
- Petar Palić (9 marzo 2018 - 11 luglio 2020 nominato vescovo di Mostar-Duvno)
- Ranko Vidović, dal 4 marzo 2021

## Statistiche
La diocesi nel 2021 su una popolazione di 24.283 persone contava 21.941 battezzati, corrispondenti al 90,4% del totale.
| anno | popolazione | popolazione | popolazione | presbiteri | presbiteri | presbiteri | presbiteri                | diaconi | religiosi | religiosi | parrocchie |
| anno | battezzati  | totale      | %           | numero     | secolari   | regolari   | battezzati per presbitero | diaconi | uomini    | donne     | parrocchie |
| ---- | ----------- | ----------- | ----------- | ---------- | ---------- | ---------- | ------------------------- | ------- | --------- | --------- | ---------- |
| 1950 | 54.000      | 54.300      | 99,4        | 84         | 64         | 20         | 642                       |         | 20        | 73        | 45         |
| 1970 | 33.000      | 34.500      | 95,7        | 61         | 42         | 19         | 540                       |         | 22        | 105       | 43         |
| 1980 | 24.566      | 26.987      | 91,0        | 60         | 42         | 18         | 409                       |         | 22        | 112       | 46         |
| 1990 | 21.570      | 27.146      | 79,5        | 51         | 38         | 13         | 422                       |         | 15        | 83        | 46         |
| 1999 | 24.300      | 27.200      | 89,3        | 46         | 33         | 13         | 528                       |         | 16        | 75        | 46         |
| 2000 | 23.011      | 26.130      | 88,1        | 49         | 35         | 14         | 469                       |         | 14        | 70        | 46         |
| 2001 | 22.967      | 26.014      | 88,3        | 47         | 33         | 14         | 488                       |         | 14        | 70        | 46         |
| 2002 | 22.892      | 25.889      | 88,4        | 45         | 31         | 14         | 508                       |         | 14        | 72        | 46         |
| 2003 | 22.951      | 25.865      | 88,7        | 41         | 26         | 15         | 559                       |         | 15        | 74        | 46         |
| 2004 | 22.781      | 25.665      | 88,8        | 40         | 27         | 13         | 569                       |         | 13        | 74        | 46         |
| 2006 | 23.019      | 26.229      | 87,8        | 45         | 28         | 17         | 511                       |         | 17        | 74        | 46         |
| 2013 | 22.931      | 25.865      | 88,7        | 38         | 28         | 10         | 603                       |         | 10        | 65        | 46         |
| 2016 | 21.305      | 25.405      | 83,9        | 35         | 24         | 11         | 608                       |         | 21        | 58        | 46         |
| 2019 | 21.385      | 24.408      | 87,6        | 38         | 22         | 16         | 562                       |         | ?         | 55        | 46         |
| 2021 | 21.941      | 24.283      | 90,4        | 36         | 21         | 15         | 609                       |         | 15        | 44        | 46         |